# Brańcowa
Brańcowa – najwyższy szczyt pasma Chwaniowa w Górach Sanocko-Turczańskich o wysokości 667 m n.p.m. Jego stoki opadają: na południe – ku Przełęczy Wolańskiej i dolinie potoku Łodyna, zaś na północny wschód – ku Przełęczy pod Brańcową. Na północno-wschodnim stoku Brańcowej znajduje się źródło Wiaru. Szczyt góry jest zalesiony, przez co nie przedstawia walorów widokowych.

## Szlaki turystyczne
- Niebieski szlak turystyczny Rzeszów – Grybów na odcinku: Ustrzyki Dolne – Kamienna Laworta – Dźwiniacz Dolny – Mosty – Przełęcz Wolańska - Brańcowa - Jureczkowa
- Szlak śladami dobrego wojaka Szwejka: Tyrawa Wołoska – Rakowa – Zawadka – Truszowskie - Brańcowa - Przełęcz pod Brańcową